# Nolana balsamiflua
Nolana balsamiflua es una de las 49 especies pertenecientes al género Nolana presentes en Chile, el cual corresponde a la familia de las solanáceas (Solanaceae). Esta especie en particular es endémica con una distribución muy reducida en el borde costero norte de la Región de Antofagasta en Chile.

## Descripción
La Nolana balsamiflua se encuentra descrita como un subarbusto erecto o decumbente, perenne, con una altura de 100 a 150 cm, pero comúnmente de 40 cm de altura. Son muy ramificados y con un follaje denso. Posee tricomas glandulosos, resinosos y viscosos, de color verde amarillento y tallo leñosos. 
Esta especie presenta hojas cortas de 5 a 7 mm largo, cilíndricas y suculentas, resinosas y ensanchadas en la base, de disposición alterna. 
Se caracteriza por tener flores de mediano tamaño, de 25 a 27 mm de largo, abundantes ubicadas en el extremo de sus ramas, con un pedicelo corto de 2 mm de largo, su cáliz tubular en forma cráter de 7 a 9 mm de largo, acrescente, presenta cinco lóbulos subulados y suculentos, con margen revoluto, separado por senos estrechos y agudos. La corola posee de 5 pétalos unidos con forma de campana, gamopétalas, de 25 mm de largo, su corola normalmente es de color blanco, celeste o lila. La parte interior de la flor o garganta es de 2,5 a 2,7 mm de largo, de color amarilla. Posee 5 estambres desiguales en tamaño, entre los 9 y 12 mm, glabros, de color blanco. El ovario posee cinco carpelos, tres de ellos desarrollados y soldados, los otros dos abortados, el estilo mide 5 mm de largo, el estigma capilado. 
El fruto se compone de una nuez de tres núculas ovadas y soldadas, en cada uno de los cuales hay dos o tres semillas.
Crece en sectores costeros con suelo pedregoso o rocoso, muy cerca del mar o en quebradas con influencia de neblinas costeras, con alta radiación solar en terrenos planos y sectores con exposición norte. Crece desde los 0 hasta los 500 metros sobre el nivel del mar y no más allá de 10 km desde la costa. Esta especie en particular requiere de la humedad de neblinas costera camanchaca. No resiste heladas. En la región de Antofagasta florece con mayor intensidad en períodos de desierto florido. Puede soportar una temporada seca de 8 hasta 12 meses e incluso años sin precipitaciones. Habita en un clima de rusticidad USDA equivalente a zonas 10 y 11.

## Nombres vernáculos
Esta especie es conocida simplemente como 'Suspiro'. 

## Importancia
Esta es especie conocida como 'Suspiro' constituye una de las flores emblemáticas que aparecen durante la floración del fenómeno denominado Desierto florido. Es una especie un alto grado de endemismo.
Es considerada una planta con valor ornamental.

## Amenazas
Una de las principales amenazas de esta especie la constituyen factores antrópicos como la urbanización y ocupación del borde costero, por acción antrópica por el turismo y colecta de flores. Otra amenaza la constituye el pastoreo de ganado caprino y mular en el área.